# Fons Duchateau
Fons Duchateau (Sint-Truiden, 7 februari 1972) is een Belgisch politicus voor de N-VA.

## Levensloop
Fons Duchateau volgde middelbaar onderwijs in het Aangenomen College in Sint-Truiden. Hij behaalde de graad van licentiaat TEW aan de KU Leuven. Tijdens zijn studie was hij lid van het Katholiek Vlaams Hoogstudentenverbond Leuven, waar hij bevriend raakte met Bart De Wever. Sindsdien zijn hun carrièrepaden met elkaar verbonden. 
Tot bij de opheffing van de Volksunie in 2001, was Duchateau actief in deze partij. Na de splitsing van de partij koos hij voor de N-VA, die toen onder de leiding kwam van Geert Bourgeois. Fons Duchateau was eerst provinciaal bewegingsverantwoordelijke en werd daarna coördinator van de partijorganisatie. In deze periode was hij de spil van de N-VA achter de schermen. Hij organiseerde mee de congressen in Gent (2001) en Leuven (2002). Hij werd voorzitter van de N-VA in het arrondissement Antwerpen en in 2010 in de stad Antwerpen.
Na de gemeenteraadsverkiezingen van 2012 werd hij lid van de OCMW-raad van Antwerpen die onder het voorzitterschap kwam van partijgenote Liesbeth Homans. Na de parlementsverkiezingen in 2014 werd Homans minister in de Vlaamse Regering. Fons Duchateau volgde haar op in de functie van OCMW-voorzitter en schepen in de stad Antwerpen. Als schepen was hij bevoegd voor wonen, sociale zaken, integratie en inburgering, diversiteit en samenlevingsopbouw. Uit hoofde van zijn functie was hij tevens voorzitter van het Zorgbedrijf Antwerpen (sociale dienstverlening), Woonhaven Antwerpen (sociale huisvesting) en het Ziekenhuis Netwerk Antwerpen (ZNA). 
Hij is bovendien bestuurder bij enkele sociale instellingen, nutsbedrijven en het Instituut voor Tropische Geneeskunde in Antwerpen.
Vanaf januari 2019 wordt hem in de coalitie van N-VA, sp.a en Open Vld ook een schepenfunctie toegewezen. Hij beheert dan volgende beleidsdomeinen: wonen, patrimonium, toerisme, dierenwelzijn, stads- en buurtonderhoud, gezondheids- en seniorenzorg. Bovendien is hij voorzitter van AG VESPA, het autonoom gemeentebedrijf voor vastgoedbeheer en stadsprojecten van de stad Antwerpen.
Tijdens zijn eerste mandaat als schepen nam Fons Duchateau deel aan het stadsbestuur zonder ooit bij verkiezingen te zijn opgekomen. In het kader van het gemeentedecreet van 2005 krijgt de OCMW-voorzitter vanaf 2013 immers automatisch het schepenambt. 
Als voorzitter van het OCMW nam Fons Duchateau ook ambtshalve het voogdijschap op voor de baby's die aangetroffen worden in de vondelingenschuif in Borgerhout. Tijdens zijn korte carrière heeft hij deze taak al enkele keren op zich moeten nemen. Het voogdijschap eindigt evenwel zodra de baby geadopteerd wordt of terugkomt bij de moeder.
In 2021 kondigde hij zijn afscheid op maandagavond 31 mei 2021 als schepen aan, om zo vanaf begin juni de fusie tussen de ziekenhuisgroepen ZNA en Gasthuis Zusters Antwerpen (GZA) verder te begeleiden. Hij startte als schepen zelf de fusieprocedure. Els van Doesburg volgt hem op als schepen.
In 2025 keerde Fons Duchateau terug naar de Antwerpse politiek. Hij werd kabinetschef van Nathalie Van Baren, de Antwerpse schepen van Sociale Zaken en Seniorenzorg. Van Baren volgde Els van Doesburg op, die op haar beurt premier Bart De Wever plaatsvervangend opvolgde als burgemeester van de stad.
Fons Duchateau is gehuwd en vader van twee dochters. Hij woont in het Antwerps district Berchem.